# Asota albiluna
Asota albiluna är en fjärilsart som beskrevs av Rothschild 1899. Asota albiluna ingår i släktet Asota och familjen nattflyn. Inga underarter finns listade i Catalogue of Life.